# Језици Јужног Судана
У Јужном Судану говори се преко две стотине различитих језика. Према Уставу државе званични језик је енглески, а осим њега признато је још око 200 регионалних, међу којима су са највећим бројем говорника динка, нуерски, занде, арапски и др.

## Званични језик
Према члану 6. став 2. Устава Јужног Судана, званични језик је енглески. Његова употреба произишла је из колонијалне прошлости Судана у којој је Велика Британија држала ове просторе под својим протекторатом. Пре проглашења независности 9. јула 2010. године, званични језици у тадашњем Аутономном региону Јужни Судан били су равноправно енглески и арапски.

## Регионални језици
Према члану 6. став 1. Устава Јужног Судана сви језици етничких група на простору државе су национални и признати. Они се деле на неколико фамилија и група.
У прву спадају језици из фамилије нило-сахарских: динка (3 милиона говорника), нуерски (900.000), бари (400.000), шилук (200.000) и др. Следи породица нигер-конгоанских језика са карактеристичним представником — занде (1.000.000). Осим њих значајан је јужносудански арапски пиџин, лингва франка из семитске породице, којим се служи око 40.000 становника главног града Џубе.

## Просторни распоред
Нуерски и динка језик као најзаступљенији простиру се у већем делу државе. Нуерски је већински у источном делу у вилајету Џонглеј, док је динка заступљен у централним, северним и североисточним деловима (Џонглеј, Горњи Нил, Ел Вахда, Северни Бахр ел Газал). Језик шилук користи се у области северно од Малакала у Горњем Нилу. Бари је већински у Централној Екваторији, а занде у Западној Екваторији. У Западном Бахр ел Газалу на северозападу земље у употреби је и арапски.